# 스펙트럼 삼조
비가환 기하학에서 스펙트럼 삼조(spectrum三組, 영어: spectral triple)는 스핀 다양체의 개념의 비가환 일반화이다.

## 정의
스펙트럼 삼조 {\displaystyle (H,{\mathcal {A}},D)}는 다음과 같은 데이터로 주어진다.
- {\displaystyle H}는 복소수 힐베르트 공간이다.
- {\displaystyle {\mathcal {A}}\subseteq \operatorname {B} (H,H)}는 {\displaystyle H} 속의 유계 작용소들의 집합이며, 덧셈 · 스칼라곱 · 합성 · 에르미트 수반에 대하여 닫혀 있다 (즉, 복소수 대합 대수를 이룬다).
- {\displaystyle H}의 조밀 부분 벡터 공간 {\displaystyle V\subseteq H} 위에 정의된 자기 수반 작용소 {\displaystyle D\colon V\to H}.

이는 다음 조건을 만족시켜야 한다.
임의의 {\displaystyle A\in {\mathcal {A}}}에 대하여, {\displaystyle \|[A,D]\|<\infty }. 여기서 {\displaystyle \|\;\|}는 작용소 노름이다.

## 예
콤팩트 스핀 다양체 {\displaystyle M}이 주어졌다고 하자. 그렇다면, 그 위의 스피너 다발의 L2 단면 공간
{\displaystyle H=\Gamma _{\operatorname {L} ^{2}}(\mathrm {S} M)}
은 분해 가능 복소수 힐베르트 공간을 이룬다. 그 위의 디랙 연산자
{\displaystyle \nabla \colon (\operatorname {dom} \nabla \subseteq H)\to H}
는 {\displaystyle H}의 조밀 부분 벡터 공간 위에 정의된 자기 수반 작용소이다. 또한, {\displaystyle M} 위의 2-르베그 공간은 {\displaystyle H} 위에 점별 곱셈으로 작용한다.
{\displaystyle A=\operatorname {L} ^{2}(M;\mathbb {C} )}
{\displaystyle A\times H\to H}
{\displaystyle (f,\psi )\mapsto (x\mapsto f(x)\psi (x))}
이에 따라 {\displaystyle A\subseteq \operatorname {B} (H,H)}로 간주할 수 있다. 그렇다면, {\displaystyle (M,A,\nabla )}는 스펙트럼 삼조를 이룬다.

## 역사
알랭 콘이 “스펙트럼 삼조”라는 용어를 1995년에 도입하였다.